# Grace Hopper

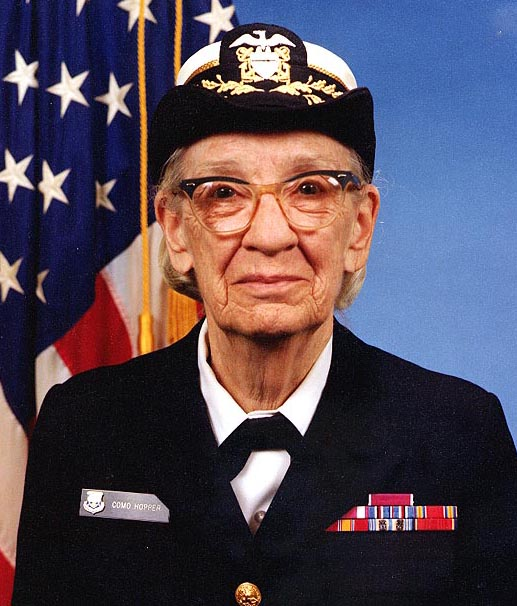
Grace Hopper (Januar 1984)

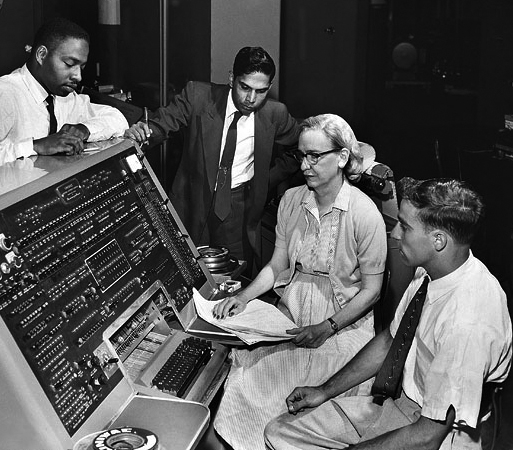
Grace Hopper an der Tastatur des Univac, ca. 1960

Grace Brewster Murray Hopper (* 9. Dezember 1906 in New York City, New York als Grace Brewster Murray; † 1. Januar 1992 in Arlington, Virginia) war eine US-amerikanische Informatikerin und Computerpionierin. Sie war im letzten Dienstgrad Rear Admiral (lower half) der US Navy Reserve, der US-amerikanischen Marinereserve.

## Leben
Grace Murray begann ihre Ausbildung 1924 am Vassar College in Poughkeepsie, New York, und beendete 1930 ihr Studium der Mathematik und Physik an der Yale University mit Auszeichnung. Noch im selben Jahr heiratete sie Vincent Hopper, einen Dozenten für Englisch. Grace Hopper lehrte von 1931 bis 1943 am Vassar College Mathematik, zuletzt als Associate Professor, nachdem sie 1934 an der Yale University promoviert hatte. Von 1944 bis 1946 war sie bei der US-Marine aktiv. Während dieser Zeit führte sie mit dem 1944 fertiggestellten Computer Mark I an der Harvard University mathematische Berechnungen durch. Zudem leitete sie den Aufbau von Mark II.
Von 1946 bis 1949 war sie im Computerlabor der Harvard University als Forscherin tätig. Gleichzeitig gehörte sie bis 1966 der Reserve der US-Marine an. Seit 1949 arbeitete Hopper bei der Eckert-Mauchly Computer Corporation, die nach der Übernahme durch Remington Rand deren Univac Division wurde, Remington Rand fusionierte 1955 mit der Sperry Corporation zur Sperry Rand Corporation.
Im Jahre 1966 ging „Amazing Grace“, wie sie von ihren Mitarbeitern genannt wurde, in den Ruhestand. Doch im Alter von 61 Jahren wurde sie 1967 von der US-Marine wieder in den aktiven Dienst versetzt und zur Leiterin der Programmiersprachen-Gruppe im Büro für Informationssystemplanung der Navy ernannt. Unter ihrer Leitung wurde im Rahmen einer Standardisierung der in der Navy verwendeten Programmiersprachen Validierungs-Software für COBOL- und Fortran-Compiler entwickelt. Erst im Jahr 1986 wurde sie im Dienstgrad eines Rear Admiral (lower half) im Alter von 80 Jahren in den Ruhestand entlassen. Danach war sie bis 1992 als Beraterin für die Digital Equipment Corporation tätig.
Sie starb im Schlaf in der Neujahrsnacht 1992 und wurde mit allen militärischen Ehren auf dem Nationalfriedhof Arlington beigesetzt.

## Leistungen
Hopper kam Ende der 1940er Jahre auf die Idee, Computerprogramme in einer verständlichen Sprache zu verfassen statt nur mit Einsen und Nullen. Maßgeblich war sie an den wegweisenden Projekten Mark I, Mark II und UNIVAC I beteiligt. Sie entwickelte 1952 den ersten Compiler (A-0) und  leistete mit der Programmiersprache FLOW-MATIC und dem zugehörigen Compiler (1957) wesentliche Vorarbeiten zur Entwicklung der Programmiersprache COBOL (Spitzname: „Grandma COBOL“). Durch ihr Beharren auf der Bedeutung einer allgemeinverständlichen Sprache sind Compiler, Interpreter und Programmiersprachen entstanden.

Logbuch-Seite des Mark II Aiken Relay Calculator mit dem ersten dokumentierten Bug (1947)

Häufig wird der Begriff debugging (deutsch wörtlich: entwanzen; Beheben von Programmfehlern) auf sie zurückgeführt, was nicht ganz exakt ist, denn es war kein Fehler im Programm (Code), also der Software selbst, als 1947 während der Arbeiten an Mark II eine Motte für den Ausfall eines Relais des Computers gesorgt hatte. Ein Techniker im Team von Hopper fand die Motte, klebte das (tote) Insekt anschließend in das Logbuch und kommentierte den Vorfall mit dem Satz: „First actual case of bug being found.“ („Das erste Mal, dass tatsächlich ein Käfer/Bug gefunden wurde.“ Vgl. Abbildung). Der Begriff „Bug“ im Englischen selbst war damals nicht neu, sondern wurde unter Ingenieuren auch schon im vorangegangenen Jahrhundert verwendet.
Grace Hopper kam im Zuge des Millennium-Bugs noch einmal in die Schlagzeilen. Sie hatte in ihren Programmen die Jahresangabe auf zwei Ziffern beschränkt, was im Jahr 1959 von den Entwicklern der Programmiersprache COBOL bei der Erstellung der Cobol-Libraries übernommen wurde, um den seinerzeit teuren Arbeitsspeicher einzusparen. Die Entwickler und Hopper hatten nicht erwartet, dass viele ihrer Funktionen im Jahr 1999 noch unverändert verwendet würden, was jedoch der Fall war.

## Zitate
“Life was simple before World War II. After that, we had systems.”

„Vor dem Zweiten Weltkrieg war das Leben einfach, danach gab es [Computer-]Systeme.“

“The most dangerous phrase in the language is, ‘We’ve always done it this way.’”

„Der gefährlichste Satz einer Sprache ist: ‚Das haben wir schon immer so gemacht‘.“

“It’s easier to ask forgiveness than it is to get permission.”

„Es ist leichter, um Vergebung zu bitten, als eine Genehmigung zu bekommen.“

## Ehrungen
Grace Hopper wurde für ihre Leistungen mit über 90 Auszeichnungen geehrt, u. a. mit mehr als 40 Ehrendoktorwürden. 1969 wurde sie mit dem Man of the Year Award der Data Processing Management Association ausgezeichnet. Ihre Alma Mater ehrte sie 1972 mit der Alumni-Auszeichnung, der Wilbur Cross Medal. 1991 erhielt sie als eine der ersten Frauen die National Medal of Technology der USA. Außerdem erhielt sie unter anderem die Meritorious Service Medal, die Defense Distinguished Service Medal, die höchste Auszeichnung des US-amerikanischen Verteidigungsministeriums, und die Legion of Merit. Sie war die erste US-Amerikanerin und erste Frau überhaupt, die von der British Computer Society zum Distinguished Fellow ernannt wurde. 1979 erhielt sie den W. Wallace McDowell Award. 1973 wurde sie in die National Academy of Engineering und 1991 in die American Academy of Arts and Sciences gewählt.
1996 wurde der Zerstörer Hopper (Arleigh-Burke-Klasse) vom Stapel gelassen und auf ihren Namen getauft. Es ist das zweite Kriegsschiff der United States Navy, das nach einer aus den US-Streitkräften stammenden Frau benannt wurde.
Ihr zu Ehren wird der Grace Murray Hopper Award verliehen.
Seit 1994 wird die Grace Hopper Celebration of Women in Computing an wechselnden Orten in den USA durchgeführt. Seit 2006 findet die Konferenz in jährlichem Turnus statt.
Am 9. Dezember 2013, zum 107. Geburtstag, würdigte Google Grace Hopper mit einem eigenen Google Doodle.
Im November 2016 verlieh ihr Präsident Barack Obama posthum die Presidential Medal of Freedom.
Am 8. November 2019 wurde ein Asteroid nach ihr benannt: (5773) Hopper.
Im Sommer 2020 benannte Google ein Unterseekabel zwischen Europa und New York nach ihr.
Im Jahr 2021 wurde die Gesamtschule Teltow – Schule für Digitales Lernen im Landkreis Potsdam-Mittelmark in Grace-Hopper-Gesamtschule umbenannt. Außerdem führte das amerikanische College of Information and Cyberspace den The Rear Admiral Grace Hopper Award ein.
Im Frühjahr 2023 stellte Nvidia einen Supercomputer bestehend aus 256 Superchips der Bauart Grace Hopper vor, die nach ihr benannt wurden.